# Pla de planta
Un pla de planta és un primer esborrany o croquis de l'espai físic on es desenvoluparà l'enregistrament d'un o més plans i/o seqüències, en l'àmbit audiovisual. També pot ser un pla molt ben detallat. Habitualment es presenta amb una vista zenital en la qual hi apareixen l'utillatge, els personatges, la il·luminació, les càmeres i els micròfons, entre d'altres. També és freqüent que estiguin indicats els moviments d'aquests elements. Generalment sobre un pla dibuixat en paper normal amb els elements fixos, com les dimensions, parets, portes, etc., se situen fulls de paper vegetal o transparent on se situen tots els elements que podran ser canviats entre un pla i un altre. D'aquesta manera apareixen els anomenats plans de càmeres (o tràfic de càmeres, si es mouen), plans de micros (o tràfic de micros), entre d'altres.